# Wierchporoniec
Der Wierchporoniec ist ein Berg am Fuße der polnischen Hohen Tatra mit einer Höhe von 1105 m n.p.m.

## Lage und Umgebung
Der Gipfel liegt in der Nähe des Panoramawegs Oswald-Balzer-Weg am Rande des Tatra-Nationalparks.

## Tourismus
Beim Wierchporoniec befindet sich ein Parkplatz auf dem Oswald-Balzer-Weg an der Woiwodschaftsstraße 960. Dort beginnt ein Wanderweg ins Zentrum der Hohen Tatra.

### Routen zum Gipfel
Auf den Gipfel führt ein Wanderweg:
- ▬ Der grün markierte Wanderweg beginnt auf dem Wierchporoniec und führt über den Gipfel Goły Wierch Rusinowy auf die Alm Rusinowa Polana sowie den Gipfel Gęsia Szyja und weiter ins Tal Dolina Gąsienicowa.

## Belege
- Zofia Radwańska-Paryska, Witold Henryk Paryski, Wielka encyklopedia tatrzańska, Poronin, Wyd. Górskie, 2004, ISBN 83-7104-009-1.
- Tatry Wysokie słowackie i polskie. Mapa turystyczna 1:25.000, Warszawa, 2005/06, Polkart ISBN 83-87873-26-8.